# ハリケーン (スコーピオンズの曲)
「ハリケーン」 (Rock You Like a Hurricane) は、ドイツのヘヴィメタル・バンド、スコーピオンズによる楽曲。1984年のアルバム『禁断の刺青』の2曲目に収録され、リード・シングルとしてリリースされた。

## 解説
「ハリケーン」は、アメリカ・Billboard Hot 100にて25位に達し、アルバムの成功に大きく貢献して、MTVは何度もこの曲のビデオを流した。
VH1は、2006年に「ハリケーン」を最も素晴らしいメタルソング40の31位に、2009年にVH1による史上最も素晴らしいハードロック・ソングの18位に選んだ。2010年11月15日、1980年代のベストリフの4位にもなった。
シングル・ジャケットに描かれたレーストラックは、スペインのヘレス・サーキットのものである。
2000年には、新しいバージョンが「ハリケーン2000」として、アルバム『栄光の蠍団〜モーメント・オブ・グローリー』で収録され、ベルリン・フィルハーモニー管弦楽団と共演している。同じ方法で、「ハリケーン2001」のタイトルで『アコースティック・ライヴ』でも演奏されている。
「ハリケーン」の歌詞では、アルバムのタイトルである「Love at First Sting」が歌われる。

## カバー・バージョン
- ケリー・ハンセン（フォリナー）とギタリストのジョン・レヴィン（ドッケン）、メタル・バンドのシナジーによってカバーされている。
- ラジオ・カルトは、2006年のアルバム『Mix Tape』でこの曲のカバーをリリースした。ボーカル/ギタリストはBambi Lynnで、ディーンギターによって承認され、この曲のレコーディングに使用されたマイケル・シェンカー・フライングVを演奏する[4]。
- この曲は、MCラーズの楽曲「ハリケーン・フレッシュ」に影響を及ぼした。
- 2008年9月、ドロ・ペッシュは、ドロの25周年ロックショーの一部としてISSドームでスコーピオンズと演奏した[5]。
- 日本のパワーメタル・バンド、Galneryusは、2010年のカバー・アルバム『Voices From The Past III』でこの曲をカバーした。
- 2011年6月、ボン・ジョヴィは、ミュンヘンでのライブにて、『バッド・メディシン』とのメドレーとしてこの曲をカバーした。
- ジュリアン・ハフとトム・クルーズは、ミュージカル映画『ロック・オブ・エイジズ』のためのサウンドトラックとしてこの曲をカバーした。

## チャート
| チャート (1984年)              | ピーク 順位 |
| ------------------------------ | ----------- |
| カナダ RPM トップ100           | 37          |
| フランストップ50               | 17          |
| 全英シングルチャート           | 78          |
| U.S. Billboard Hot 100         | 25          |
| U.S. Billboard Top Rock Tracks | 5           |